# 土坂峠 (岩手県)
土坂峠（つちさかとうげ）は、岩手県上閉伊郡大槌町と宮古市の境にある峠。岩手県道26号大槌小国線が通過する。

## 概要
県道26号は大槌町と盛岡市を結ぶ最短ルートで、2011年の東日本大震災の際には内陸から沿岸被災地に物資などを運ぶ重要な役割を果たした道路であるが、峠の前後は急勾配・急カーブが連続する狭隘区間であり、大型車両の通行は困難である。また冬季は路面凍結などで通行に危険が伴うが、冬期閉鎖規制は行われていない。
地元の大槌町・宮古市では、土坂峠をトンネルで抜けるバイパス道路建設を岩手県に求めており、峠付近の約2.4 kmがトンネル化されることが1999年度に決定した。しかしその後は道路の拡幅や法面の整備などはされているものの、トンネル本体の着工は東日本大震災などの影響で見通しが立っていない。大槌町からの要望に対し、県では「早期の事業化は難しい」としている。